# Crue de référence
Une crue de référence ce sont les caractéristiques techniques de l'inondation provoquée par un cours d'eau qui permettent l'élaboration de mesures de prévention ou le dimensionnement d'un projet d'aménagement (dans ce dernier cas on évoque plutôt la crue de projet). La crue de référence est très souvent reliée à une crue historique notoire, parfois à des repères de crue. Son choix dépend du niveau de sécurité que l'on souhaite atteindre sur l'objectif à protéger. Elle se définit notamment par sa hauteur et sa durée de submersion, son débit de pointe, son hydrogramme, sa période de retour.
En France la crue de référence sert de base à l’élaboration des plans de prévention des risques d’inondation (PPRI) pour des habitations ; C'est alors au minimum la crue centennale.
Pour la Seine à Paris, en 2011, la crue de référence  est la crue de 1910. 
Pour le Doubs à Besançon, c'est aussi la crue de 1910 qui sert de référence.